# Milos Zvonar
Dr. Milos Zvonar (Praag, 31 januari 1937) is anesthesioloog en oud-politicus van de LPF.
Zvonar werd geboren in Praag, Tsjechië, en kwam na de inval in Tsjechoslowakije in 1968 naar Nederland. Aan de Universiteit van Praag had hij geneeskunde gestudeerd, aan de Rijksuniversiteit Leiden behaalde hij het universitair getuigschrift van arts. Hij was werkzaam in ziekenhuizen in Soest, Leerdam, Gorinchem en Kerkrade en in een privékliniek nabij Maastricht. In oktober 2002 onthulde NRC Handelsblad dat de dienstverbanden bij de diverse ziekenhuizen waar hij werkte steeds na conflicten waren beëindigd. In twee gevallen was sprake van een rechtszaak, eenmaal werd een afkoopregeling getroffen.

## Politieke loopbaan
In de periode 2002 - 2003 zat Zvonar in de Tweede Kamer als een van de medische specialisten in de LPF-fractie. Hij hield zich in de Tweede Kamer bezig met volksgezondheid en buitenlandse zaken, maar voerde nauwelijks het woord. Hij was opvallend vaak afwezig vanwege verblijf in het buitenland. In 47 vergaderingen ontbrak hij 22 keer.
Samen met partijgenoot Gerlof Jukema baarde hij in september 2002 opzien door zijn bereidheid tot medewerking aan dwangvoeding uit te spreken, toen Volkert van der Graaf, de moordenaar van Pim Fortuyn, een hongerstaking begon. Zvonar stelde in het weekblad Medisch Contact: "Wij moeten ervoor zorgen dat die man zijn verhaal vertelt. De zaak is nog niet afgesloten en het publiek heeft het recht om te weten of deze man schuldig is of niet. (...) Dat betekent dat ik als arts zou meewerken aan dwangvoeding." Daarmee stond zijn standpunt haaks op dat van de Koninklijke Nederlandsche Maatschappij tot bevordering der Geneeskunst (KNMG).
Voor de verkiezingen van januari 2003 schrapte de LPF zonder overleg alle artsen van de kandidatenlijst. Op 30 januari 2003 verliet Zvonar de Kamer.
Na zijn politieke loopbaan is Zvonar opnieuw in Tsjechië gaan wonen.

## Trivia
- In het boek De kinderen van Pim van Joost Vullings zegt Zvonar dat het in Tsjechië "beter is" omdat er geen zwarte immigranten, Turken of Marokkanen zouden zijn. Volgens Zvonar is Nederland door immigratie een ontwikkelingsland aan het worden. Op de opmerking dat zijn uitlatingen als racistisch gezien zouden kunnen worden, antwoordde hij: "Het is helemaal geen racisme, wij willen ons land voor onszelf. Dit soort mensen passen helemaal niet bij ons. Dat kun je racisme noemen. Ik vind het nationalisme. Je moet als natie trots zijn op wat er opgebouwd is, dat laat je niet kapot gaan door groepen mensen. Wat heb je aan deze mensen? Niks. Ze doen niets. Ze willen niets doen. Alleen maar problemen."

- Parlement.com: vg9fgopx1251